# Rotormühle
Rotormühlen werden zur Grob- oder Feinzerkleinerung und Desagglomeration von weichen, mittelharten und faserigen, spröden Materialien verwendet. Vermahlen wird mittels eines Rotors, der die Materialien durch Schlag-, Scher- und Prallkräfte zerkleinert.

## Ausführungen
Rotormühlen gibt es als Stand- oder Tischgeräte. Sie unterscheiden sich stark in ihrer Ausführung und Arbeitsweise, werden jedoch unter dem Überbegriff Rotormühlen zusammengefasst.

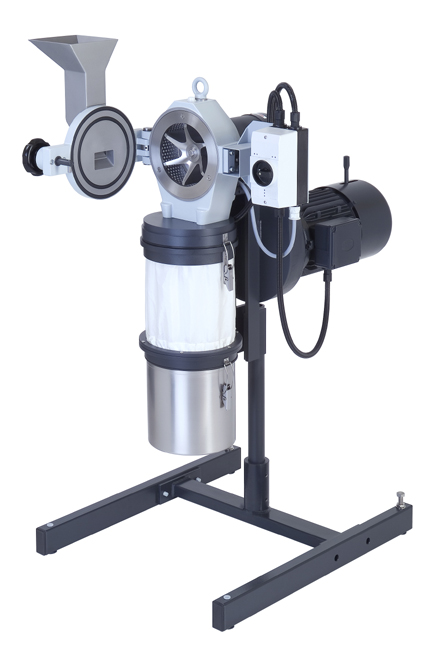
Schlagrotormühle

### Schlagrotormühlen (Prallmühlen)
Schlagrotormühlen sind Standgeräte, bei denen der Rotor mittig im Mahlraum auf einer Welle platziert ist. Zusätzlich wird ein Ringsieb in den Mahlraum gesetzt. Dort wird das Mahlgut zwischen Rotor und Siebeinsatz vermahlen. Die Lochweite des Ringsiebs bestimmt daher die spätere Endfeinheit des Materials, da es erst ausgetragen wird, wenn das Ringsieb passiert wurde. Auch bei den Schlagrotormühlen gibt es verschiedene Ausführungen: Sie unterscheiden sich durch die Drehzahlen des Rotors, die zwischen 3000 und über 8000 Umdrehungen pro Minute liegen können. Außerdem ist es möglich, zusätzliche Prallplatten im Siebrahmen zu installieren, so dass das Material weiteren Schlagkräften ausgesetzt wird.

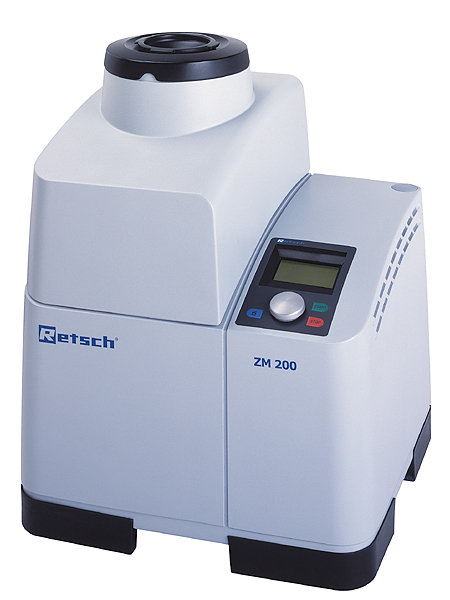
Ultra-Zentrifugalmühle

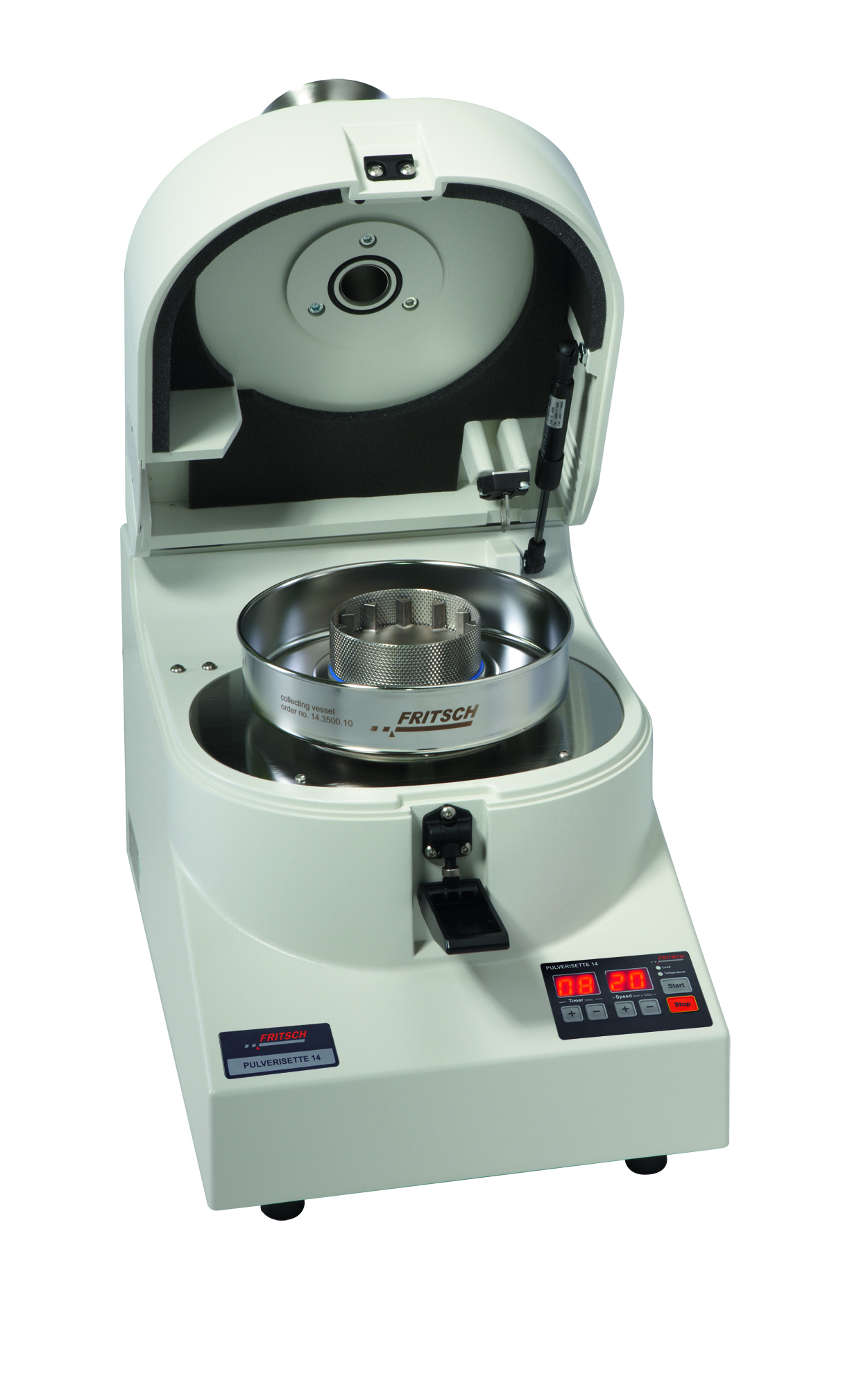
Rotor-Schnellmühle

### Zentrifugalmühle
Zentrifugalmühlen sind Tischgeräte, bei denen der Mahlraum aus einer herausnehmbaren Kassette besteht, der Rotor ist in der Mitte der Kassette platziert, das Ringsieb wird um den Rotor gesetzt. Das Mahlgut gelangt auch hier durch den Trichter in die Mitte des Rotors und wird durch Zentrifugalkräfte nach außen getragen. Dort trifft es auf die keilförmigen Rotorzähne, welche sich mit einer Umlaufgeschwindigkeit von mehr als 100 km/h drehen. Durch den Aufprall wird das Material vorzerkleinert. Anschließend wird es durch Scherwirkung zwischen Rotor und Ringsieb feinzerkleinert. Es handelt sich also um einen zweistufigen Zerkleinerungsprozess.
Durch die höhere Drehzahl (6.000 bis 22.000 Umdrehungen pro Minute) im Vergleich zur Schlagrotormühle wird bei der Zentrifugalmühle mehr Energie in kürzerer Zeit eingetragen. Für das Mahlergebnis hat dies zur Folge, dass das Material
- feiner zerkleinert werden kann als mit einer Schlagrotormühle.
- stärker beansprucht wird und sich dadurch unter Umständen erwärmt (Verformungsarbeit und Reibung werden in Wärme umgesetzt).
- eine sehr kurze Verweildauer im Mahlraum hat, was einer Erwärmung wiederum entgegenwirkt.

Durch die verhältnismäßig schonende Aufbereitung bleiben die zu bestimmenden Eigenschaften in der Regel erhalten. Bei der Suche nach leicht flüchtigen Substanzen hilft es, die Probe zuvor in flüssigem Stickstoff einzufrieren. Auf die gleiche Art und Weise können auch zähelastische Proben versprödet und zerkleinert werden.
Neben dem beschriebenen Aufbau aus Rotor und Siebring gibt es weitere Einsätze, sodass die Mühle zu einer Stift- oder auch Schneidmühle umgebaut werden kann.

### Ringsiebe
Ringsiebe sind ein wichtiger Teil bei allen Rotormühlen, da sie die Endfeinheit entscheidend bestimmen. Daher werden Ringsiebe mit verschiedenen Lochweiten von wenigen Mikrometern bis hin zu einem Zentimeter angeboten.

## Praxis
In der Praxis sind Rotormühlen sehr vielseitig einsetzbare Geräte. Ihr Anwendungsspektrum reicht von der Mahlung weniger Gramm bis hin zu einigen Kilogramm. Bei einigen Geräten lassen sich alle produktberührenden Teile komplett entnehmen und sterilisieren. Somit ist ein extrem sauberes Arbeiten ohne Kreuzkontamination möglich.
Anwendungsgebiete für Zentrifugalmühlen sind beispielsweise die Apotheke und die traditionelle chinesische Medizin, aber auch an Forschungseinrichtungen sind sie vertreten, um nur einige Beispiele zu nennen.
Eine Schlagrotormühle kommt z. B. dann zum Einsatz, wenn das Probenvolumen steigt, da sie in der Regel eine höhere Durchsatzleistung als die Zentrifugalmühle besitzt.